# خضير فاضل عباس
الدكتور خضير فاضل عباس أو خضير عباس هو طبيب جراح وسياسي عراقي وعضو في حزب الدعوة الإسلامية. شغل منصب أول وزير للصحة بعد احتلال العراق، حيث شغل المنصب فترة مجلس الحكم الانتقالي للفترة من أيلول 2003 إلى حزيران 2004.
في عام 2005، رفض الرئيس العراقي السابق جلال الطالباني طلب رئيس الوزراء إبراهيم الجعفري بتعيين الدكتور خضير عباس بمنصب الأمين عام لديوان رئاسة الوزراء.
والدكتور خضير عباس عضو في كلية الجراحين الملكية بإنجلترا.